# I'm Seeking Something That Has Already Found Me
I'm Seeking Something That Has Already Found Me è il primo album in studio del cantautore belga Ozark Henry, pubblicato nel 1996.

## Tracce
1. Rosamund Is Dead – 5:33
2. Dogs and Dogmen – 5:38
3. Black – 4:55
4. Man on Roof – 4:43
5. Great – 4:15
6. Hope Is a Dope – 4:21
7. This Specific Cacophony – 3:30
8. I Ray – 4:12
9. Autumn Illustrates This – 5:32
10. Self-Portrait Squatted – 3:10
11. I'm Seeking Something That Has Already Found Me – 3:02
12. In Camera – 5:55